# Задача трьох тіл

Приблизні траєкторії трьох ідентичних тіл, розташованих у вершинах різнобічного трикутника, якби вони не мали жодної початкової швидкості.

Зада́ча трьох тіл — класична задача небесної механіки, у якій потрібно знайти траєкторії трьох тіл, що притягуються за законом всесвітнього тяжіння. Окремий випадок задачі N тіл.

## Формулювання
Уперше задачу трьох тіл сформулював Ісаак Ньютон 1687 року в «Математичних началах натуральної філософії» (лат. Philosophiæ Naturalis Principia Mathematica) як задачу про рух Місяця в гравітаційному полі Сонця й Землі. Класичного вигляду задача набула в працях французького математика Жана д'Аламбера (фр. Problème des Trois Corps) 1747 року.
У загальнішому випадку йдеться про будь-які три об'єкти, що перебувають у центральному потенціальному полі одне одного (гравітаційному, електромагнітному тощо).

## Формалізація

Рух трьох матеріальних точок у тривимірному просторі під впливом гравітаційного поля.

У будь-який момент часу рух трьох матеріальних точок з масами {\displaystyle m_{1},m_{2},m_{3}} та координатами {\displaystyle \mathbf {x_{1}} ,\mathbf {x_{2}} ,\mathbf {x_{3}} \in \mathbb {R} ^{3}} задовольняє системі звичайних диференціальних рівнянь другого порядку:
{\displaystyle {{\ddot {\mathbf {x} }}_{\mathbf {1} }}=-{\frac {Gm_{2}}{|\mathbf {x_{1}} -\mathbf {x_{2}} |^{3}}}\left(\mathbf {x_{1}} -\mathbf {x_{2}} \right)-{\frac {Gm_{3}}{|\mathbf {x_{1}} -\mathbf {x_{3}} |^{3}}}\left(\mathbf {x_{1}} -\mathbf {x_{3}} \right)},
{\displaystyle {{\ddot {\mathbf {x} }}_{\mathbf {2} }}=-{\frac {Gm_{3}}{|\mathbf {x_{2}} -\mathbf {x_{3}} |^{3}}}\left(\mathbf {x_{2}} -\mathbf {x_{3}} \right)-{\frac {Gm_{1}}{|\mathbf {x_{2}} -\mathbf {x_{1}} |^{3}}}\left(\mathbf {x_{2}} -\mathbf {x_{1}} \right)},
{\displaystyle {{\ddot {\mathbf {x} }}_{\mathbf {3} }}=-{\frac {Gm_{1}}{|\mathbf {x_{3}} -\mathbf {x_{1}} |^{3}}}\left(\mathbf {x_{3}} -\mathbf {x_{1}} \right)-{\frac {Gm_{2}}{|\mathbf {x_{3}} -\mathbf {x_{2}} |^{3}}}\left(\mathbf {x_{3}} -\mathbf {x_{2}} \right)},
де {\displaystyle G} — гравітаційна стала. Задача полягає у віднаходженні координат трьох матеріальних точок з відомими початковими масами, координатами й швидкостями в будь-який момент часу.

## Історія розв'язання
У загальному випадку точного розв'язку за допомогою інтегралів не існує. Проблема полягає в принциповій неможливості розв'язати диференціальне рівняння 6-го порядку з нерозділеними змінними.
Для окремих випадків знайдено точний розв'язок: Леонардом Ейлером (для колінеарного розташування точок) та Жозефом-Луї Лагранжем (для так званих трикутних точок Лагранжа).
1912 року фінський математик Карл Зундман знайшов аналітичний розв'язок загальної задачі у вигляді збіжного ряду. Однак цей розв'язок непрактичний, оскільки ряд збігається надзвичайно повільно (для застосування в астрономії необхідно обчислити понад 108 000 000 членів ряду).
Моделюванням задачі за допомогою чисельних методів знайдено деякі інші часткові розв'язки.